# XIV Giochi paralimpici estivi
I XIV Giochi paralimpici estivi si sono svolti a Londra, nel Regno Unito, dal 29 agosto al 9 settembre 2012; nella stessa città si è svolta la XXX Olimpiade dal 27 luglio al 12 agosto. Questa paralimpiade fu la più ampia paralimpiade mai disputata, per numero di partecipanti provenienti da 164 paesi, di cui ben quattordici per la prima volta. Dopo la sospensione da Sydney 2000, in questa edizione vengono tenute al gare per atleti con disabilità intellettive.
La spinta emotiva verso questa paralimpiade fu enfatizzata dal ritorno al luogo della nascita spirituale del movimento paralimpico. Nel 1948, nel paesino di Stoke Mandeville si tennero i Giochi di Stoke Mandeville un evento per atleti britannici disabili veterani dell'ultimo conflitto mondiale, precursori dei Giochi Paralimpici, in concomitanza proprio dei Giochi olimpici di Londra 1948.
Gli organizzatori si aspettavano che i Giochi fossero le prime Paralimpiadi a raggiungere il mercato di massa, grazie all'entusiasmo del pubblico britannico generato dal successo delle Olimpiadi, dalla consapevolezza del ruolo tenuto dal Regno Unito nella storia delle Paralimpiadi, dall'attenzione mediatica su Oscar Pistorius, che gareggiò anche alle Olimpiadi, in aggiunta alla campagna di marketing e dalla copertura dei media sugli sport paralimpici. I Giochi raggiunsero le aspettative, con record di vendite dei biglietti, alzando il profilo delle Paralimpiadi rispetto alle Olimpiadi.

## Assegnazione
Il 6 luglio 2005, presso il Raffles City Convention Centre di Singapore, i membri del Comitato Olimpico Internazionale (CIO), riuniti nel 117º Congresso, hanno eletto la città di Londra sede dei XXX Giochi Olimpici e dei XIV Giochi Paralimpici estivi. L'accordo firmato tra il CIO e il Comitato Paralimpico Internazionale (CIP) il 19 giugno 2001 prevedeva infatti che, a partire dalle candidature per il 2012, la città scelta si impegnasse ad ospitare sia i Giochi Olimpici sia i Giochi Paralimpici. La capitale britannica è stata preferita a Parigi, considerata la favorita della vigilia e battuta nel ballottaggio finale, dopo che negli scrutini precedenti erano state eliminate le altre città candidate, nell'ordine, Mosca, New York e Madrid.
| Risultati delle votazioni | Risultati delle votazioni | Risultati delle votazioni | Risultati delle votazioni | Risultati delle votazioni | Risultati delle votazioni |
| Città                     | Paese                     | Scrutinio 1               | Scrutinio 2               | Scrutinio 3               | Scrutinio 4               |
| ------------------------- | ------------------------- | ------------------------- | ------------------------- | ------------------------- | ------------------------- |
| Londra                    | Regno Unito               | 22                        | 27                        | 39                        | 54                        |
| Parigi                    | Francia                   | 21                        | 25                        | 33                        | 50                        |
| Madrid                    | Spagna                    | 20                        | 32                        | 31                        | -                         |
| New York                  | Stati Uniti               | 19                        | 16                        | -                         | -                         |
| Mosca                     | Russia                    | 15                        | -                         | -                         | -                         |

## Sviluppo e preparazione

### Organizzazione
Come per le Olimpiadi, anche le Paralimpiadi furono sovrintese dal LOCOG (Comitato olimpico e paralimpico di Londra) e dall'ODA (Autorità per la Distribuzione Olimpica). Il LOCOG era responsabile per la sovrintendenza delle fasi dei giochi, mentre l'ODA si occupava delle infrastrutture e degli impianti.
Il GOE (Esecutivo Olimpico del Governo), assieme al DCMS (Dipartimento per la Cultura, i Media e lo Sport), guidarono gli enti governativi nell'organizzazione delle Olimpiadi e delle Paralimpiadi di Londra. Il GOE faceva capo al Segretario Permanente del Ministero per lo Sport e le Olimpiadi, Hugh Robertson.

#### Trasporti
L'ente responsabile per il trasporto pubblico a Londra, Transport for London, organizzò la Paralympic Route Network, una rete di trasporto riservata agli spostamenti degli atleti tra gli impianti e le strutture paralimpiche, come fatto in precedenza per gli atleti olimpici, estesa per 14 km. TfL mantenne attivo il suo servizio internet Get Ahead of the Games per dare informazioni e aggiornamenti durante tutti i Giochi. Prima dei Giochi, il commissario della TfL, Peter Hendy, temeva che il sistema di trasporto di Londra non fosse in grado di servire adeguatamente le Paralimpiadi e che, con la fine delle vacanze scolastiche estive, vi fosse un aumento del traffico e che i pendolari non tenessero conto degli avvisi sul traffico o che non cambiassero tragitto, come durante le Olimpiadi.
La stazione ferroviaria di Sevenoaks venne scelta come principale stazione per gli spettatori del ciclismo a Brands Hatch. Nonostante gli organizzatori erano scettici sul fatto che nella stazione potesse essere realizzato uno scivolo per carrozzine nel più breve tempo possibile, i lavori terminarono a inizio agosto 2012.

#### Biglietti
Furono messi in vendita 2,7 milioni di biglietti in totale, inclusi quelli per eventi specifici e per accedere alla Zona olimpica. Contrariamente alle precedenti Paralimpiadi, vi fu un'altissima richiesta di biglietti e il numero di biglietti in vendita fu alzato rispetto agli iniziali 2,5 milioni pianificati. Nel periodo delle Olimpiadi di Londra furono venduti il maggior numero di biglietti per gli eventi paralimpici ma già prima della competizione olimpica erano stati venduti 1,4 milioni di biglietti, superando il numero totale di biglietti venduti durante Sydney 2000.
Gli organizzatori si aspettavano il primo tutto esaurito della storia paralimpica. Tale successo nazionale fu attribuito all'entusiasmo attorno alla squadra olimpia britannica, l'interesse dei fan per il sudafricano Pistorius e l'accessibilità dei prezzi.
L'8 agosto, la LOCOG annunciò che erano stati venduti 2,1 milioni di biglietti, superando così il record di 1,8 milioni venduti a Pechino 2008. All'apertura dei Giochi paralimpici, 2,4 milioni di biglietti erano stati venduti e gli ultimi 100 000 sarebbero stati venduti durante la competizione.

### Sedi di gara
I Giochi paralimpici usufruirono della maggior parte degli impianti impiegati per i Giochi olimpici, assieme a diverse nuove locazioni, come Brands Hatch (storico circuito di auto e moto) per il ciclismo su strada. Gli impianti e le infrastrutture londinesi, incluso il Villaggio olimpico, furono progettate per essere il più possibile accessibili e quindi utilizzabili anche per le Paralimpiadi.

#### Londra
| - Aquatics Centre - Nuoto - Basketball Arena - Pallacanestro in carrozzina, rugby in carrozzina - Eton Manor - Tennis in carrozzina - Copper Box - Goalball - London Velopark - Ciclismo su pista - Riverbank Arena - Calcio a 5 per ciechi, calcio a 7-un-lato - Stadio Olimpico - Atletica, cerimonie | - ExCeL - Boccia, judo, pesistica, tennistavolo, pallavolo in carrozzina, Scherma in carrozzina - Greenwich Park - Equitazione - North Greenwich Arena - Pallacanestro in carrozzina - Royal Artillery Barracks - Tiro, tiro con l'arco - Percorso Maratona |

#### Fuori Londra
- Brands Hatch - Ciclismo su strada
- Dorney Lake - Canottaggio
- Weymouth and Portland National Sailing Academy - Vela

### Simboli

#### Torcia

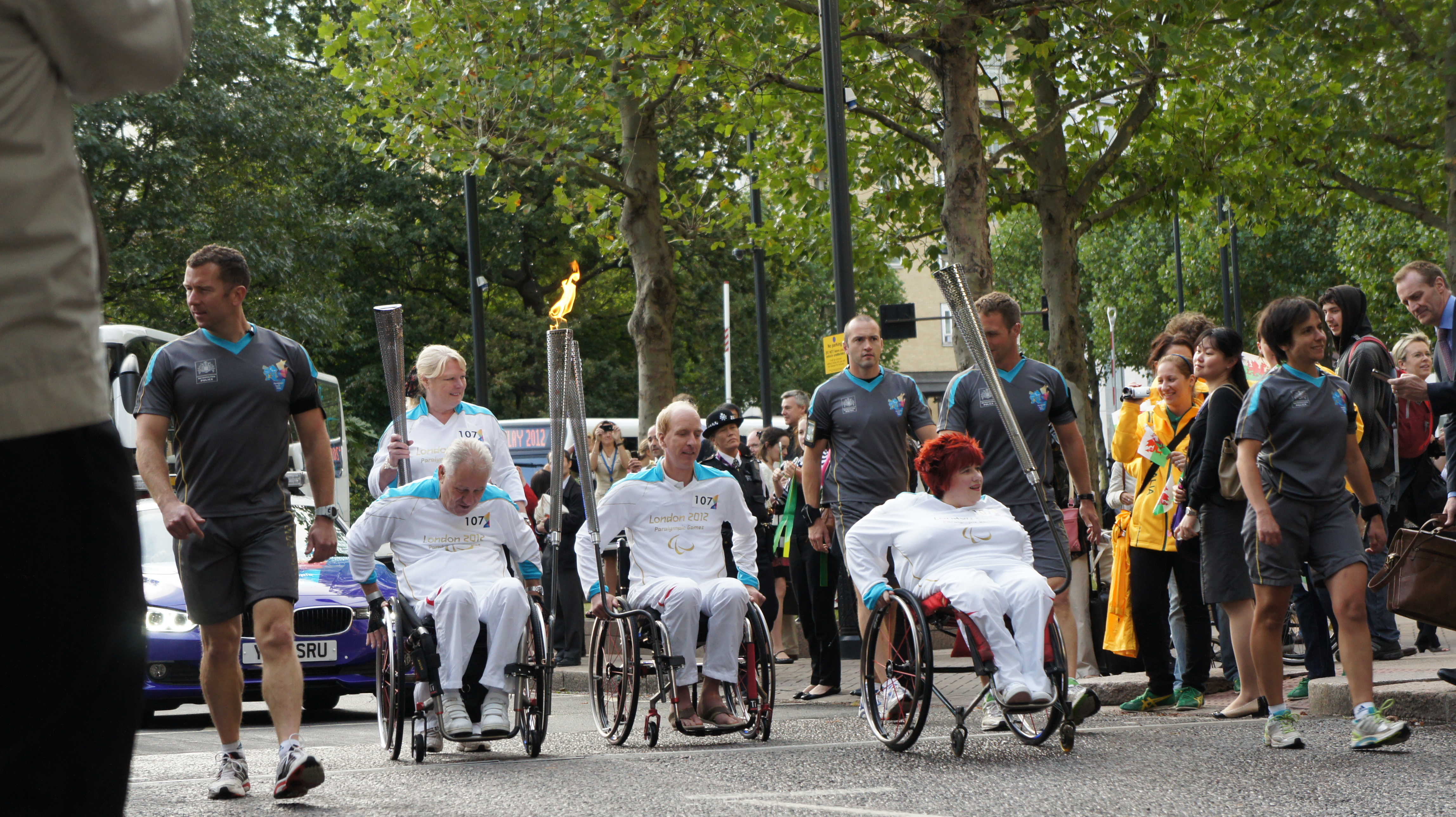
Un gruppo di fiaccolatori in carrozzina portano la fiamma paralimpica attraverso Canary Wharf.

Il viaggio della torcia paralimpica iniziò il 22 agosto, quando quattro torce furono accese sul picco più alto di ogni nazione del Regno Unito: Scafell Pike in Inghilterra, Ben Nevis in Scozia, Slieve Donard in Irlanda del Nord e Snowdon in Galles. Il 24 agosto le quattro fiamme furono usate per accendere i calderoni della cerimonia a Londra, Edimburgo, Belfast e Cardiff.
Il 28 agosto le quattro fiamme furono riunite durante la cerimonia allo stadio di Stole Mandeville. La fiamma viaggiò quindi per 150 km fino allo Stadio Olimpico in una staffetta di ventiquattro ore, con 580 portatori divisi in gruppi di cinque, disabili e non. Dopo un ritardo di due ore dovuto alle condizioni meteo, una fiamme di scorta venne portata allo stadio, mentre la strada della staffetta venne modificata. Tuttavia, poiché la parata degli atleti durante la cerimonia di apertura durò più del previsto, la fiamma fu in grado di arrivare allo Stadio Olimpico in tempo.

#### Emblema
Il logo è stato ideato da Wolff Olins ed è stato reso pubblico il 4 giugno 2007. Costato 400 000 sterline, il logo è una rappresentazione del numero 2012, con i 3 "agitos" inseriti nello "0" e la scritta "London" nel primo "2". Questa è la prima volta che un logo con la stessa forma viene usato per i giochi Paralimpici e Olimpici. Il logo delle Paralimpiadi, mostra una varietà di colori, tra cui il magenta, il viola, l'arancione ed il verde.

#### Mascotte
La mascotte ufficiale dei Giochi paralimpici del 2012, chiamata Mandeville, fu resa pubblica assieme alla controparte olimpica, Wenlock, il 19 maggio 2010. Mandeville prende il nome da Stoke Mandeville, per il suo significato nelle origini delle Paralimpiadi, e indossa un casco blasonato di rosso, verde e blu, i colori dell'emblema paralimpico di Londra 2012.

## I Giochi

### Paesi partecipanti

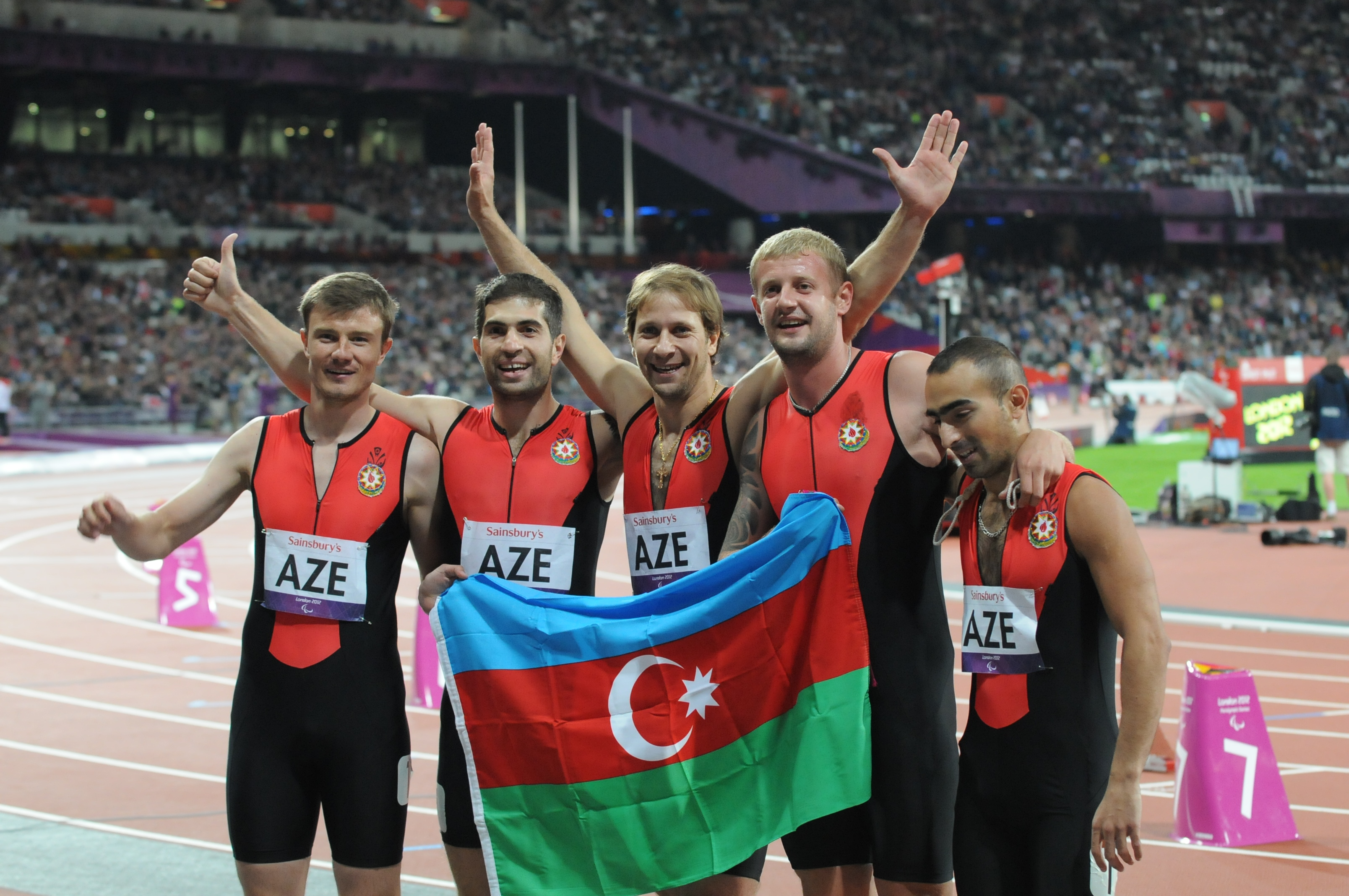
Atleti dell'Azerbaigian

A Londra 2012 parteciparono alle Paralimpiadi più atleti delle precedenti edizioni. Un totale 4 302 atleti giunsero a Londra da 164 diversi paesi. Vi furono 291 atleti in più e 18 nuove nazioni partecipanti rispetto a Pechino 2008, a cui parteciparono 4 011 atleti da 146 nazioni.
Le nazioni debuttanti furono: Antigua e Barbuda, Brunei, Camerun, Comore, Repubblica Democratica del Congo, Gibuti, Gambia, Guinea-Bissau, Liberia, Mozambico, Corea del Nord, San Marino, Isole Salomone e Isole Vergini Americane. Trinidad e Tobago ritorna ai Giochi per la prima volta da Seul 1988.
Andorra, che a Londra fece il suo debutto alle Paralimpiadi estive, aveva invece già partecipato tre volte alle Paralimpiadi invernali. Il Malawi e il Botswana, entrambe debuttanti a Giochi, poche ore prima della cerimonia di apertura, ritirarono le loro delegazioni per mancanza di fondi governativi.
In definitiva, le seguenti nazioni parteciparono con una propria delegazione (tra parentesi il numero di atleti):
- Afghanistan (1)
- Albania (1)
- Algeria (33)
- Andorra (1)
- Angola (4)
- Antille Olandesi (1)
- Arabia Saudita (4)
- Argentina (60)
- Armenia (2)
- Australia (160)
- Austria (32)
- Azerbaigian (21)
- Bahrein (2)
- Barbados (1)
- Belgio (40)
- Benin (1)
- Bermuda (1)
- Bielorussia (31)
- Birmania (2)
- Bosnia ed Erzegovina (12)
- Brasile (181)
- Brunei (1)
- Bulgaria (8)
- Burkina Faso (2)
- Burundi (1)
- Cambogia (1)
- Camerun (1)
- Canada (147)
- Capo Verde (1)
- Cile (7)
- Cina (284)
- Cipro (3)
- Colombia (37)
- Comore (1)
- Corea del Nord (1)
- Corea del Sud (88)
- Costa d'Avorio (4)
- Costa Rica (2)
- Croazia (25)
- Cuba (22)
- Danimarca (28)
- Ecuador (2)
- Egitto (40)
- El Salvador (1)
- Emirati Arabi Uniti (15)
- Estonia (3)
- Etiopia (4)
- Fær Øer (1)
- Figi (1)
- Filippine (9)
- Finlandia (35)
- Francia (158)
- Gabon (1)
- Gambia (2)
- Georgia (2)
- Germania (152)
- Ghana (4)
- Gibuti (1)
- Grecia (62)
- Guatemala (1)
- Guinea-Bissau (2)
- Haiti (3)
- Honduras (1)
- Hong Kong (28)
- India (10)
- Indonesia (4)
- Iran (79)
- Iraq (19)
- Irlanda (49)
- Islanda (4)
- Isole Salomone (1)
- Isole Vergini Americane (1)
- Israele (25)
- Italia (98)
- Giamaica (3)
- Giappone (135)
- Giordania (8)
- Kazakistan (7)
- Kenya (13)
- Kirghizistan (1)
- Kuwait (6)
- Laos (1)
- Lesotho (1)
- Lettonia (8)
- Libano (1)
- Liberia (1)
- Libia (2)
- Lituania (11)
- Macao (2)
- Macedonia (2)
- Madagascar (1)
- Malaysia (23)
- Mali (1)
- Malta (1)
- Marocco (30)
- Mauritania (2)
- Mauritius (2)
- Messico (81)
- Moldavia (2)
- Mongolia (6)
- Montenegro (1)
- Mozambico (2)
- Namibia (5)
- Nepal (2)
- Nicaragua (2)
- Niger (2)
- Nigeria (27)
- Norvegia (22)
- Nuova Zelanda (24)
- Oman (2)
- Paesi Bassi (91)
- Pakistan (2)
- Palestina (2)
- Panama (2)
- Papua Nuova Guinea (2)
- Perù (1)
- Polonia (100)
- Portogallo (30)
- Porto Rico (2)
- Qatar (1)
- Gran Bretagna (294) (paese ospitante)
- Rep. Ceca (46)
- Rep. Centrafricana (1)
- RD del Congo (2)
- Rep. Dominicana (2)
- Romania (5)
- Ruanda (14)
- Russia (181)
- Samoa (2)
- San Marino (1)
- Senegal (1)
- Serbia (14)
- Sierra Leone (1)
- Singapore (8)
- Siria (5)
- Slovacchia (34)
- Slovenia (22)
- Spagna (133)
- Sri Lanka (7)
- Stati Uniti (223)
- Sudafrica (62)
- Suriname (1)
- Svezia (59)
- Svizzera (25)
- Taipei Cinese (18)
- Tagikistan (1)
- Tanzania (1)
- Thailandia (49)
- Timor Est (1)
- Tonga (1)
- Trinidad e Tobago (2)
- Tunisia (31)
- Turchia (69)
- Turkmenistan (5)
- Uganda (2)
- Ucraina (150)
- Ungheria (33)
- Uruguay (1)
- Uzbekistan (10)
- Vanuatu (1)
- Venezuela (27)
- Vietnam (11)
- Zambia (2)
- Zimbabwe (2)

### Discipline
Nel programma della XIV Paralimpiade sono apparse ventuno discipline.
- Atletica leggera
- Bocce
- Calcio a 5
- Calcio a 7-un-lato
- Canottaggio
- Ciclismo su pista
- Ciclismo su strada

- Equitazione
- Goalball
- Judo
- Nuoto
- Pallacanestro in carrozzina
- Pallavolo
- Rugby in carrozzina

- Scherma in carrozzina
- Sollevamento pesi
- Tennis in carrozzina
- Tennistavolo
- Tiro a volo/segno
- Tiro con l'arco
- Vela

Nei Giochi di Londra tornarono, dopo Sydney 2000, delle competizioni per atleti con disabilità intellettuale, nell'atletica leggera, nel nuoto e nel tennistavolo. Questo tipo di eventi erano stati sospesi quando alla nazionale spagnola di pallacanestro venne tolta la medaglia d'oro, a seguito della scoperta che solo due dei dodici atleti soffrivano realmente di una forma di disabilità intellettiva. Il Comitato Paralimpico Internazionale seguì la questione attentamente e, per Londra, realizzò una nuova procedura per determinare accuratamente a quale categoria di disabilità intellettiva i vari atleti appartenessero.
Da Londra 2012 in poi saranno premiati sul podio anche le guide, ovvero atleti non professionisti che supportano gli atleti, per esempio fungendo da occhi per gli atleti non vedenti. Gli sport che prevedono questa possibilità sono il calcio a 5 (i portieri), l'atletica leggera e il ciclismo.

### Calendario degli eventi
Il programma ufficiale è stato reso pubblico il 25 agosto 2011.
| CA | Cerimonia d'apertura |  | Competizioni | ● | Finali | CC | Cerimonia di chiusura |

| agosto / settembre 2012     | 29 Mer | 30 Gio | 31 Ven | 1 Sab | 2 Dom | 3 Lun | 4 Mar | 5 Mer | 6 Gio | 7 Ven | 8 Sab | 9 Dom | Finali |
| --------------------------- | ------ | ------ | ------ | ----- | ----- | ----- | ----- | ----- | ----- | ----- | ----- | ----- | ------ |
| Cerimonie                   | CA     |        |        |       |       |       |       |       |       |       |       | CC    |        |
| Atletica leggera            |        |        | 11     | 17    | 20    | 17    | 21    | 20    | 21    | 16    | 23    | 4     | 170    |
| Bocce                       |        |        |        |       |       |       | 3     |       |       |       | 4     |       | 7      |
| Calcio a 5                  |        |        |        |       |       |       |       |       |       |       | 1     |       | 1      |
| Calcio a 7-un-lato          |        |        |        |       |       |       |       |       |       |       |       | 1     | 1      |
| Canottaggio                 |        |        |        |       | 4     |       |       |       |       |       |       |       | 4      |
| Ciclismo                    |        | 5      | 5      | 5     | 3     |       |       | 18    | 4     | 6     | 4     |       | 50     |
| Equitazione                 |        |        |        | 2     | 3     | 2     | 4     |       |       |       |       |       | 11     |
| Goalball                    |        |        |        |       |       |       |       |       |       | 2     |       |       | 2      |
| Judo                        |        | 4      | 4      | 5     |       |       |       |       |       |       |       |       | 13     |
| Nuoto                       |        | 15     | 15     | 15    | 14    | 14    | 15    | 15    | 15    | 15    | 15    |       | 148    |
| Pallacanestro in carrozzina |        |        |        |       |       |       |       |       |       | 1     | 1     |       | 2      |
| Pallavolo                   |        |        |        |       |       |       |       |       |       | 1     | 1     |       | 2      |
| Rugby in carrozzina         |        |        |        |       |       |       |       |       |       |       |       | 1     | 1      |
| Scherma in carrozzina       |        |        |        |       |       |       | 4     | 4     | 2     | 1     | 1     |       | 12     |
| Sollevamento pesi           |        | 2      | 3      | 3     | 3     | 3     | 3     | 3     |       |       |       |       | 20     |
| Tennis in carrozzina        |        |        |        |       |       |       |       | 1     |       | 2     | 3     |       | 6      |
| Tennistavolo                |        |        |        |       | 11    | 10    |       |       |       | 4     | 4     |       | 29     |
| Tiro a volo/segno           |        | 2      | 2      | 2     | 1     | 1     | 1     | 1     | 2     |       |       |       | 12     |
| Tiro con l'arco             |        |        |        |       |       | 4     | 3     | 2     |       |       |       |       | 9      |
| Vela                        |        |        |        |       |       |       |       |       | 3     |       |       |       | 3      |
| Finali                      |        | 28     | 40     | 49    | 59    | 51    | 54    | 64    | 47    | 48    | 57    | 6     | 503    |
| Totale finali               |        | 28     | 68     | 117   | 176   | 227   | 281   | 345   | 392   | 440   | 497   | 503   |        |
| agosto / settembre 2012     | 29 Mer | 30 Gio | 31 Ven | 1 Sab | 2 Dom | 3 Lun | 4 Mar | 5 Mer | 6 Gio | 7 Ven | 8 Sab | 9 Dom | Finali |

### Cerimonia di apertura

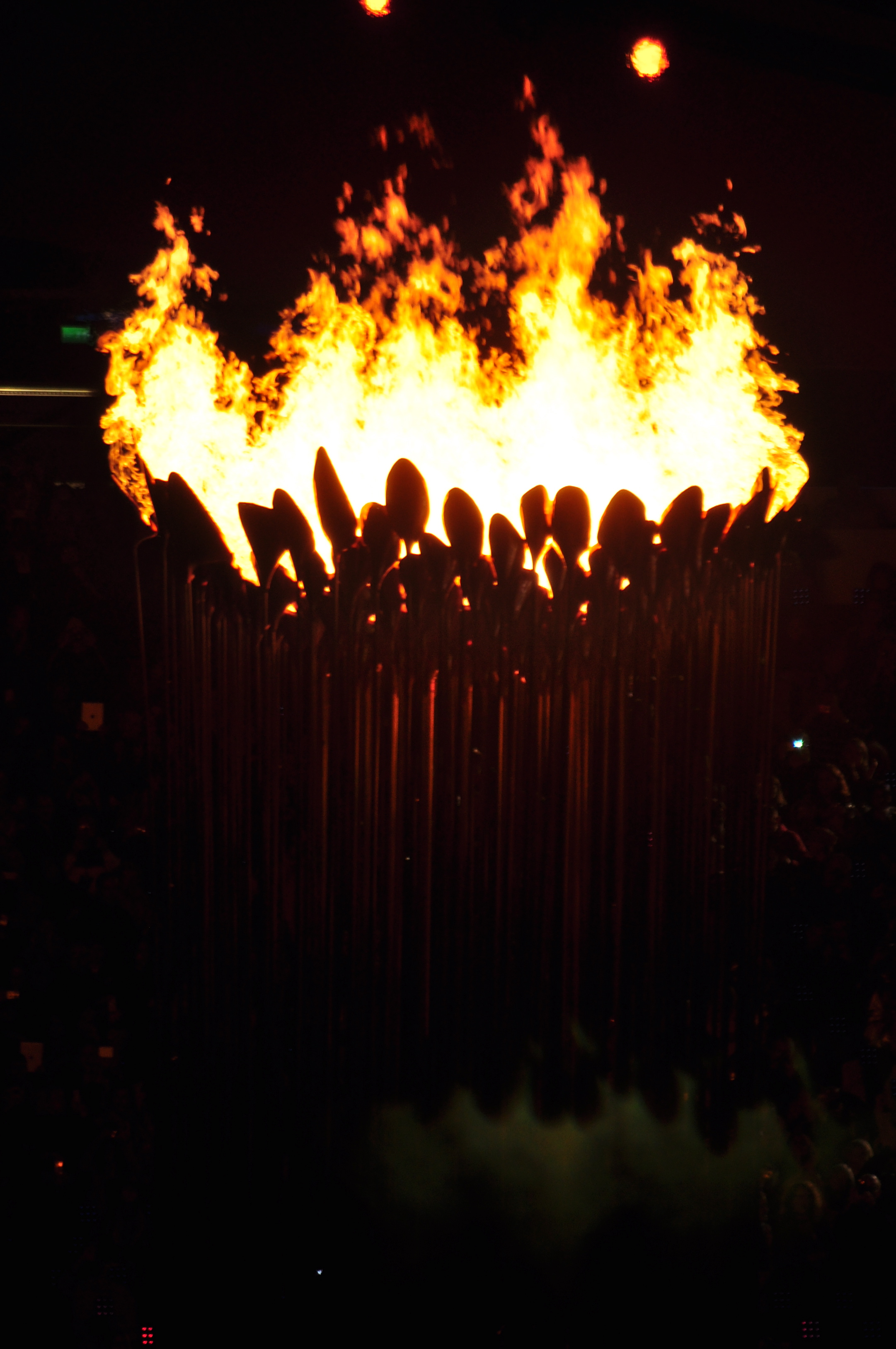
Il calderone paralimpico.

La cerimonia di apertura si tenne il 29 agosto allo Stadio Olimpico. Si ispirò all'opera "La tempesta" di William Shakespeare, attorno al concetto di "illuminismo". Durante la cerimonia apparvero il fisico teorico Stephen Hawking e gli attori Ian McKellen e Nicola Miles-Wildin, nei ruoli di Prospero e Miranda. Si esibirono inoltre il gruppo musicale Orbital. mentre la compagnia teatrale con attori disabili Graeae rappresentò la loro versione della canzone "Spasticus Autisticus" di Ian Dury.
L'ultimo staffettista della torcia paralimpica rappresentò diverse generazioni di atleti paralimpici. Joe Townsend, un Royal Marine che perse entrambe le gambe in Afghanistan e che parteciperà a Rio 2016, portò la fiamma allo Stadio Olimpico dalla torre ArcelorMittal Orbit. Townsend consegnò la fiamma allo storico capitano della nazionale britannica di calcio a 5 per ciechi David Clarke,  il quale consegnerà la fiamma a Margaret Maughan che fu la prima vincitrice di una medaglia d'oro per la nazionale britannica, a Roma 1960, e che accese il calderone paralimpico.

### Cerimonia di chiusura
La cerimonia di chiusura si tenne il 9 settembre sempre allo Stadio Olimpico. Intitolata "Il festival della Fiamma", la cerimonia aveva come tema il radunarsi di persone in celebrazioni e venne diretta di Kim Gavin, il regista della cerimonia di chiusura dell'Olimpiade, poche settimane prima. Durante la cerimonia si esibirono i Coldplay, accompagnati da vari ospiti come la Paraorchestra Britannica con cui suonarono "Strawberry Swing", e Rihanna che cantò "We Found Love" e, assieme ai Coldplay, "Princess of China". Partecipò alla cerimonia anche Jay-Z con "Run This Town", assieme ai Coldplay e Rhianna, e si unì ai Coldplay in "Paradise". Al termine della cerimonia, la bandiera paralimpica passò da Boris Johnson, sindaco di Londra, a Eduardo Paes, sindaco di Rio de Janeiro, sede dei successivi Giochi paralimpici. Sebastian Coe del LOCOG e il presidente del Comitato Paralimpico Internazionale Philip Craven si congratularono con la città, dopodiché Ellie Simmonds e Jonnie Peacock spensero il calderone paralimpico, condividendone la fiamma con altre torce in tutto lo stadio, rappresentanti il suo spirito eterno.

## Medagliere
Di seguito le prime 10 posizioni del medagliere.
  Nazione ospitante 
| Pos. | Paese         | Oro | Argento | Bronzo | Totale |
| ---- | ------------- | --- | ------- | ------ | ------ |
| 1    | Cina          | 95  | 71      | 65     | 231    |
| 2    | Russia        | 36  | 38      | 28     | 102    |
| 3    | Gran Bretagna | 34  | 43      | 43     | 120    |
| 4    | Ucraina       | 32  | 24      | 28     | 84     |
| 5    | Australia     | 32  | 23      | 30     | 85     |
| 6    | Stati Uniti   | 31  | 29      | 38     | 98     |
| 7    | Brasile       | 21  | 14      | 8      | 43     |
| 8    | Germania      | 18  | 26      | 22     | 66     |
| 9    | Polonia       | 14  | 13      | 9      | 36     |
| 10   | Paesi Bassi   | 10  | 10      | 19     | 39     |